# Kamensko (Czarnogóra)
Kamensko (cyr. Каменско) – wieś w Czarnogórze, w gminie Nikšić. W 2011 roku liczyła 23 mieszkańców.